# Roquetaillade
Roquetaillade foi uma antiga comuna francesa na região administrativa de Occitânia, no departamento de Aude. Estendia-se por uma área de 11,35 km². Em 2010 a comuna tinha 279 habitantes (densidade: 24,6 hab./km²).
Em 1 de janeiro de 2019, passou a fazer parte da nova comuna de Roquetaillade-et-Conilhac.